# レトロフューチャー

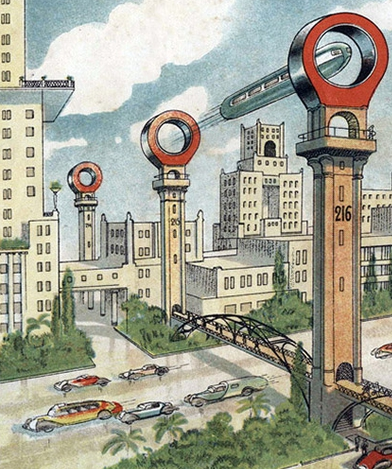
1930年代のソビエト連邦下で描かれた未来予想図。

レトロフューチャー（英: retrofuturism、または retrofuture）とは、過去の人々が思い描いていた未来像のこと。

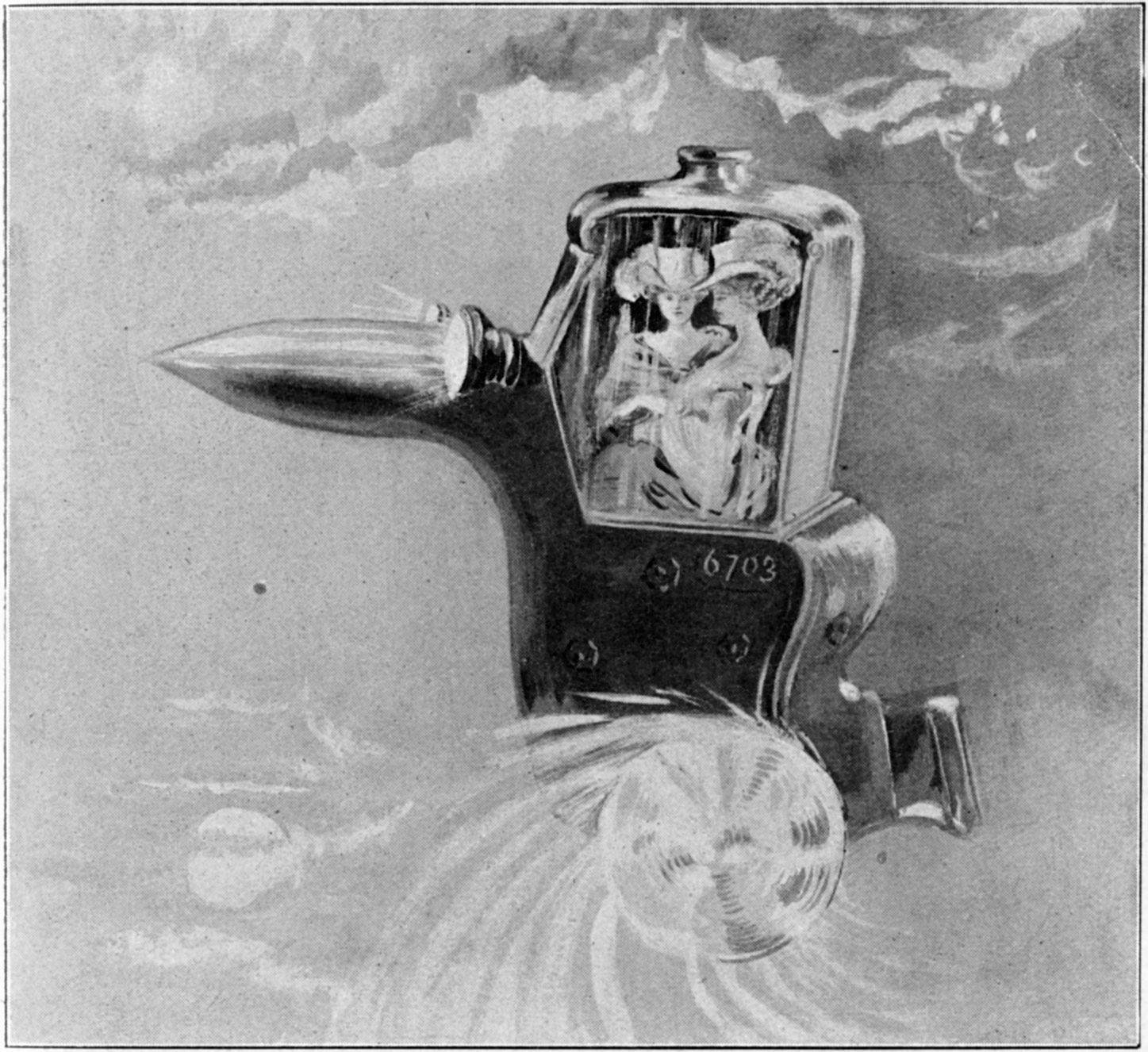
20世紀初頭の衣服を身に纏ったまま未来の空飛ぶ乗り物 (aërial motor-car) に乗る2人の女性 (1905年) 。

レトロフューチャーとは最もシンプルな定義では過去の人々が思い描いていた未来像のことを意味する。Elizabeth Guffeyによると優れたレトロフューチャーは過去 (当時) と想像上の未来が上手く融合しているという。
また、1970年代から80年代の科学技術が急成長を見せた時代から流行しはじめた、「20世紀初頭から20世紀中期までの人々が描いた未来像」への懐古趣味や、当時のそういった描写を好み熱中する（現実の未来と比較し、郷愁を楽しむ）ことを指す。
発展して、そういった過去の楽天的な未来像を取り入れた現代の作品や、現在の視点から過去を再構築して生み出された、"訪れることのなかった過去"を指す場合もある。
レトロフューチャーのサブジャンルにはスチームパンク、ディーゼルパンク、デコパンク、アトムパンク、レイガン・ゴシック、サイバーパンクなどがある。
空飛ぶ車、ジェットパック、飲むだけで食事を代替できる薬、ロボット執事などはレトロフューチャーの代名詞である。

## 背景

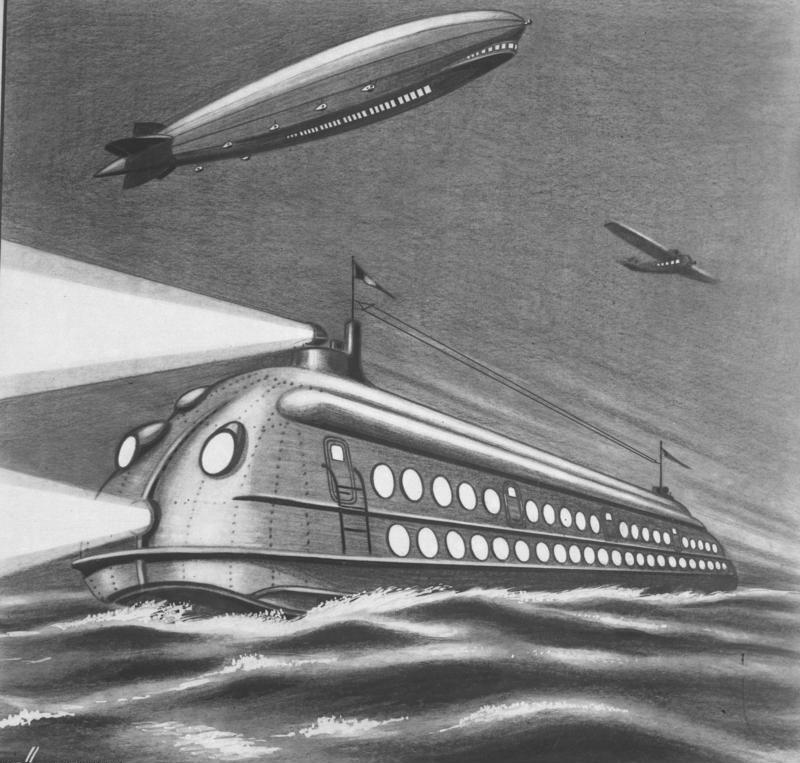
ハンブルク - ニューヨーク間を40時間で結ぶ高速海上列車の想像図 (1931年) 。

1930年代から1970年代前半にかけ、人類の科学技術の発達や革新的技術による先進的な未来像への盲信的な憧れや信頼感を持った時代が存在し、多くの人々は原子力の平和利用・プラスチック製品の普及・宇宙開発などに強い憧れを持ち、これらを強く支持した。
1950年代のアメリカで、SFパルプ・マガジンが表紙や掲載小説の挿絵で描いた、未来における架空の市民社会像が人気を博した。多くの作品で登場した、空飛ぶ自動車のデザインを時の大手自動車メーカーがドリームカーのデザインに採り入れ、国際博覧会などのイベントで展示した。するとこの斬新で華美な外観が人気となった。そして多くの要望を受け商品化。のちに一世を風靡したのが、垂直尾翼の様なテールフィンをデザインに採用した往年のアメリカ車である。デザイナーのレイモンド・ローウィは流線形デザインを工業デザイン製品へとうつし込み、未来的なイメージを量産した。

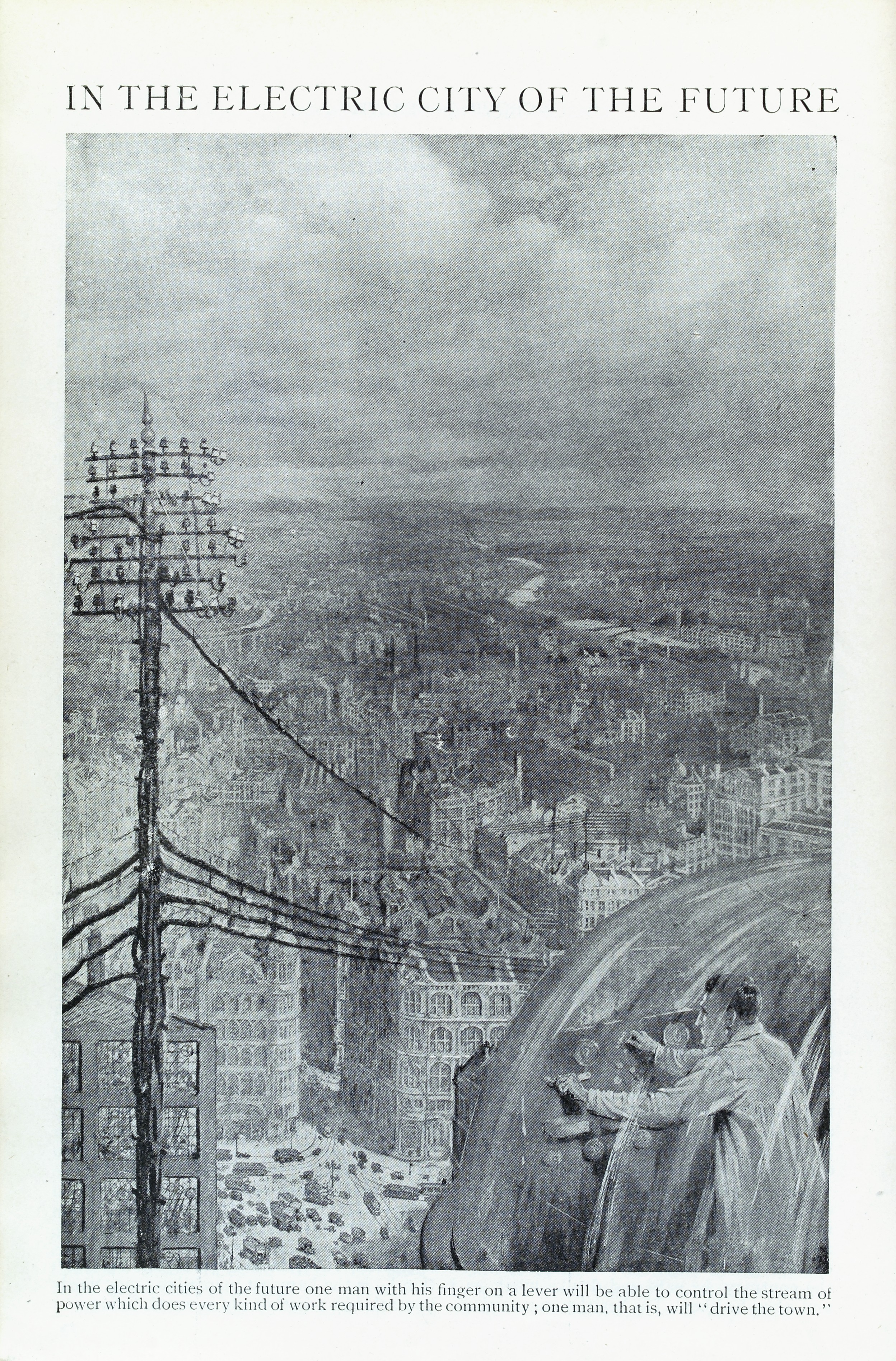
未来の都市。1人の男がレバーを操作して地域の全電力をコントロールしている (1912年) 。

日本では20世紀半ばにかけて、21世紀を描いた未来予想図が口絵や絵物語などの形で少年誌に掲載され、当時の少年少女を魅了した。そこでは超高層ビルやエアカー、ロボット、宇宙旅行などが未来世界の現実として描かれた。
しかし、当時は遥か未来だった21世紀の現実は、必ずしも「かつて思い描いていたバラ色の未来」とはなっていない。科学万能の夢が公害・環境破壊・経済の低迷などの現実に破れ、冷戦終結後も民族主義紛争などに起因するテロリズムが横行し、すぐにでも実現するはずだった宇宙旅行や惑星開発に至っては一向に進展を見せないからである。これからの社会の将来や世界情勢に明るい希望が持てない不安の裏返しとして、レトロフューチャーという流行はこれらの「かつての、希望と躍動に満ちあふれた未来を思い描いた時代」への一種の『郷愁』の対象として見ている現象の一つであるとも言える。
東欧・ロシアといった旧社会主義国家でも、同時代には科学万能社会を描いたりモチーフとした芸術が出現した。一例として、1957年にイワン・エフレーモフにより執筆・出版された未来ユートピアSF小説『アンドロメダ星雲 (小説)』や、1972年に製作されたイワン・アクセンチュク監督作品の短編アニメ「電化を進めよ」が代表作のひとつに挙げられる。
後年の失墜によって生じた幻滅・失望の時代を経て、再び当時の雰囲気を懐古する風潮があり、これも一種のレトロフューチャーとも言える。例えば、アメリカン・ニューシネマからスターウォーズ的方向への回帰、旧東ドイツ地域にとってのオスタルギー、21世紀日本にとっての昭和レトロなどがこれに当たる。

## 歴史
1899年、2000年の世界を予想した『En L'An 2000』というシガレットカードが制作された。カードにはテレビ電話の様な機械で遠隔地の人と会話する光景やクジラを使って海中観光を楽しむ人々などが描かれている。1986年にSF作家のアイザック・アシモフが著書『過去カラ来タ未来』の中でこのカードを紹介したことにより人々の注目を集めた。知られているだけでも87枚が製作された。

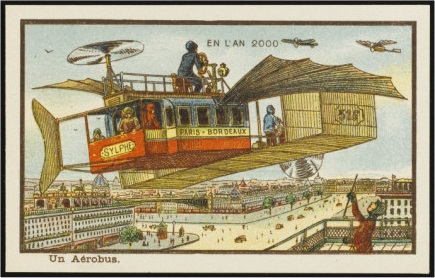
空飛ぶバス
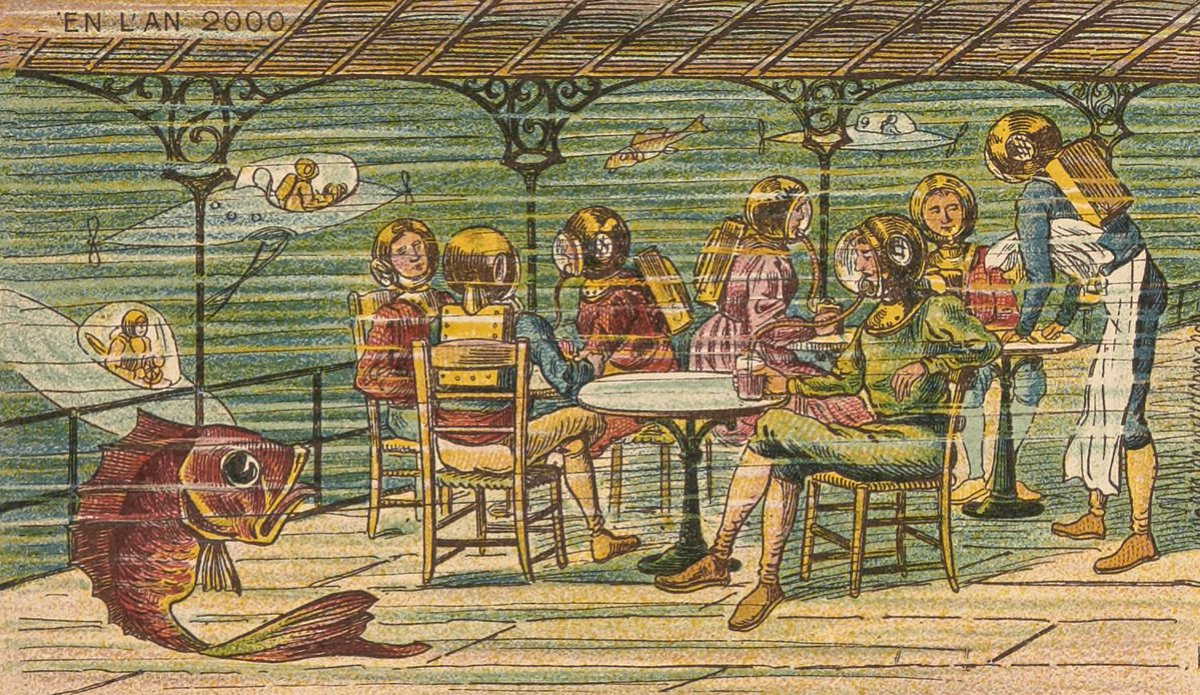
水中カフェにて
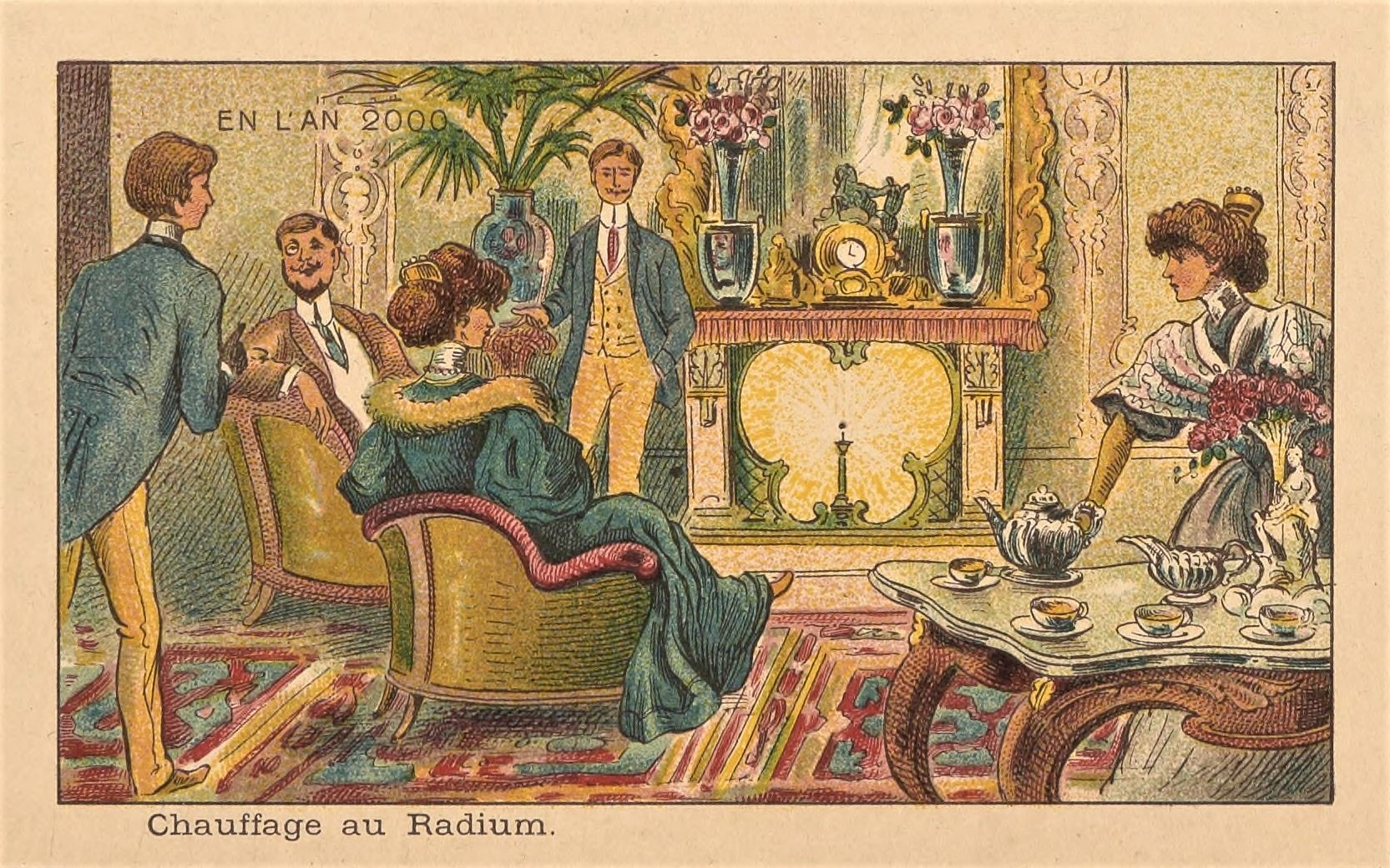
ラジウムを使った暖炉で暖まる人々
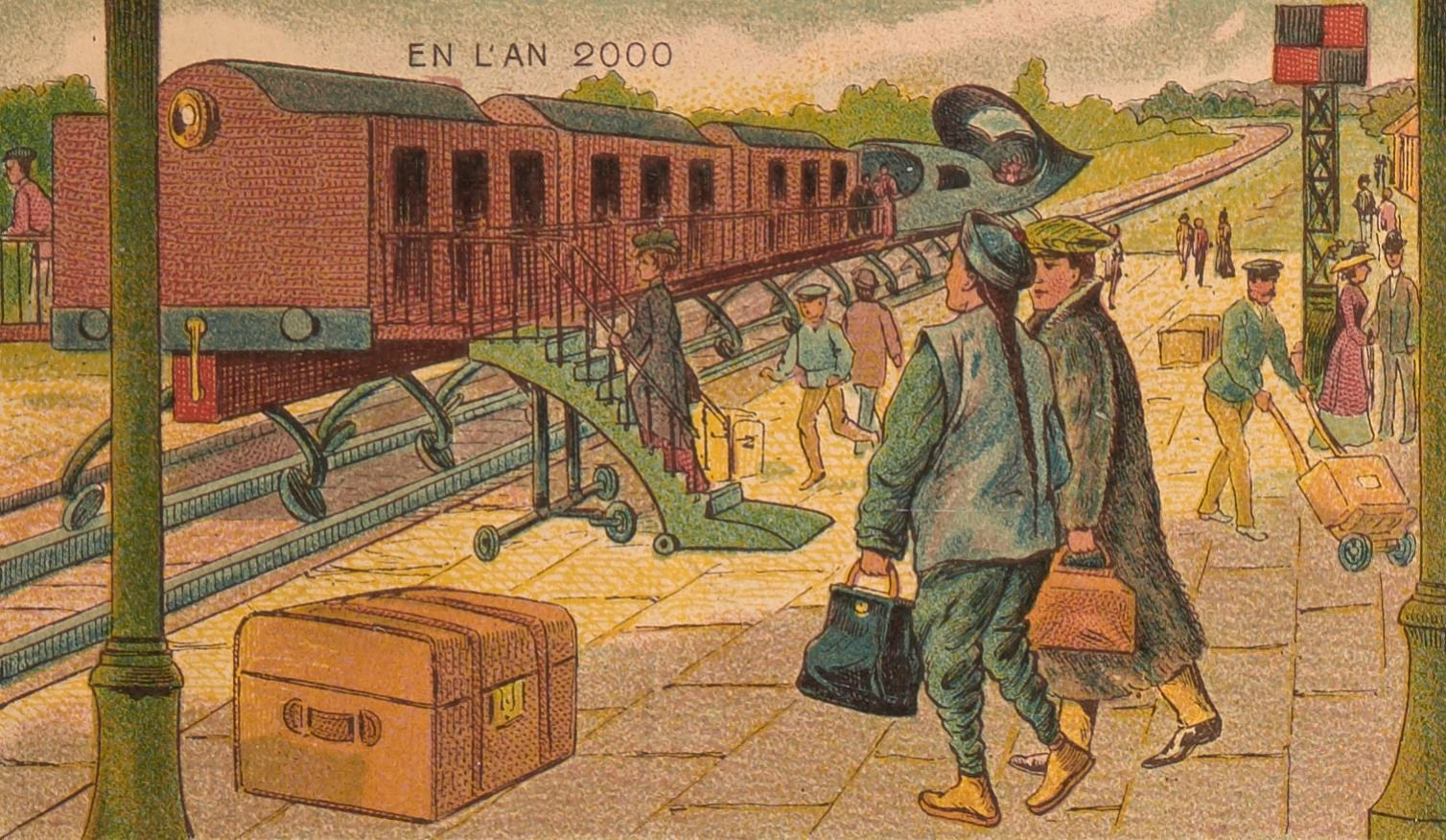
電動の列車
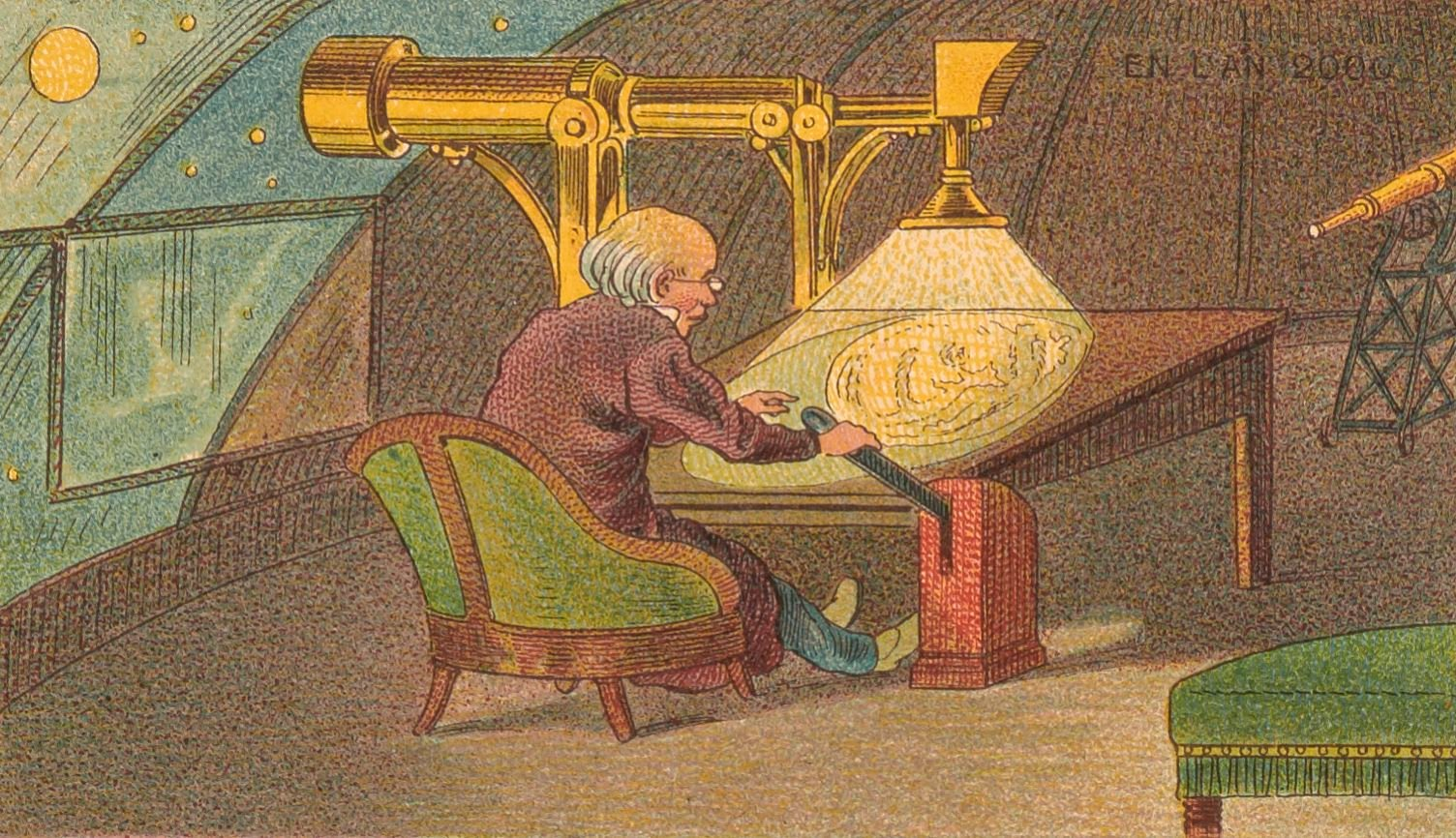
2000年の天文学者
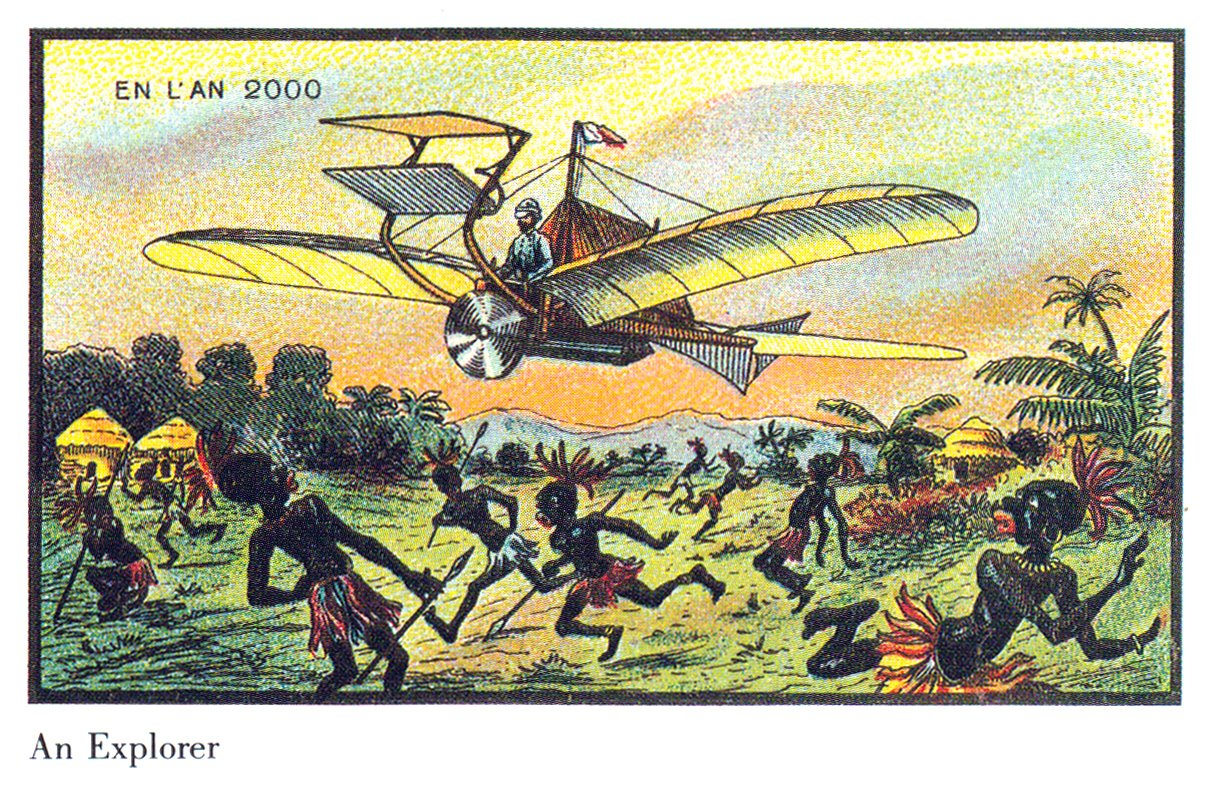
2000年の探検家
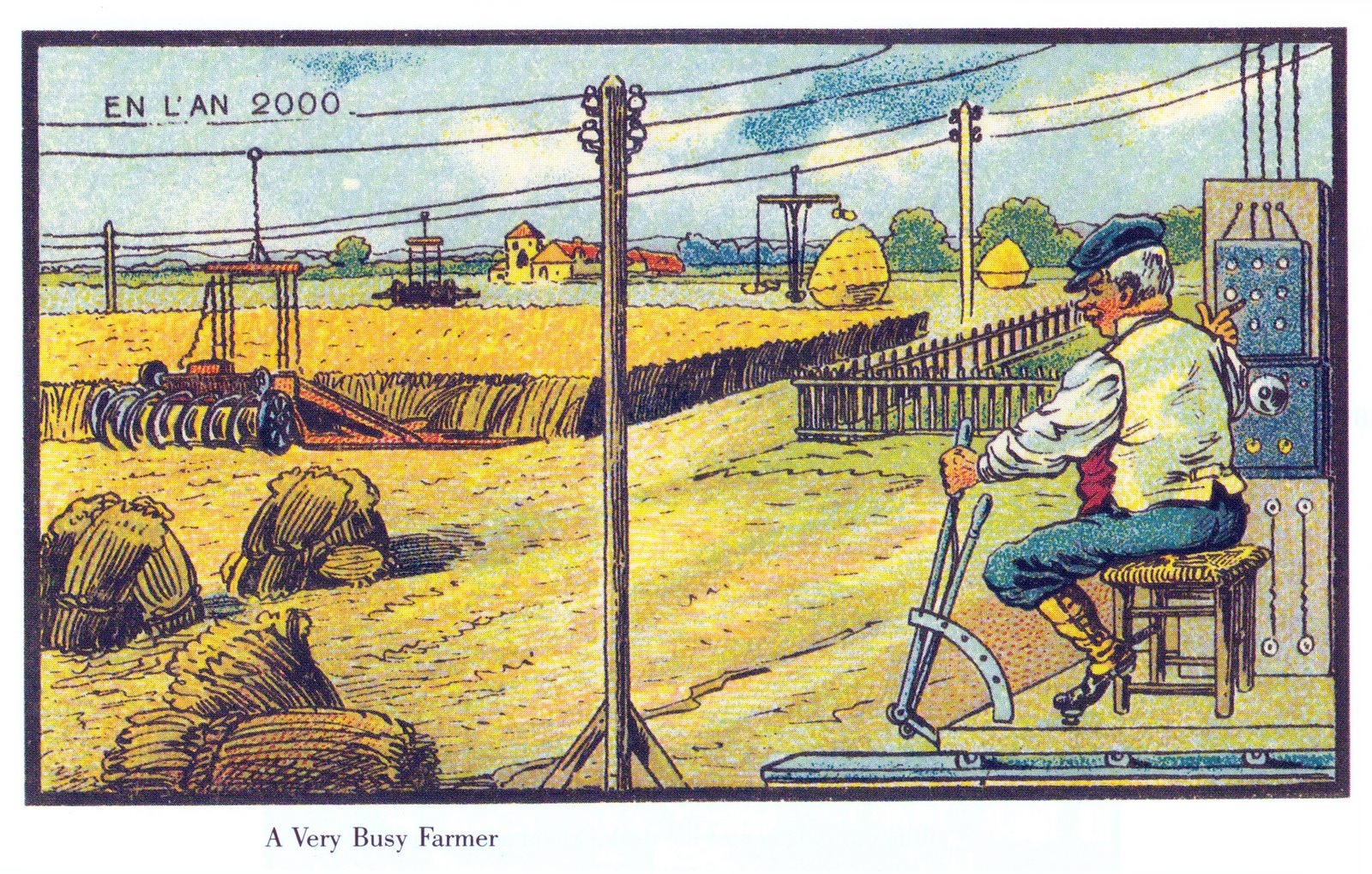
2000年の農家
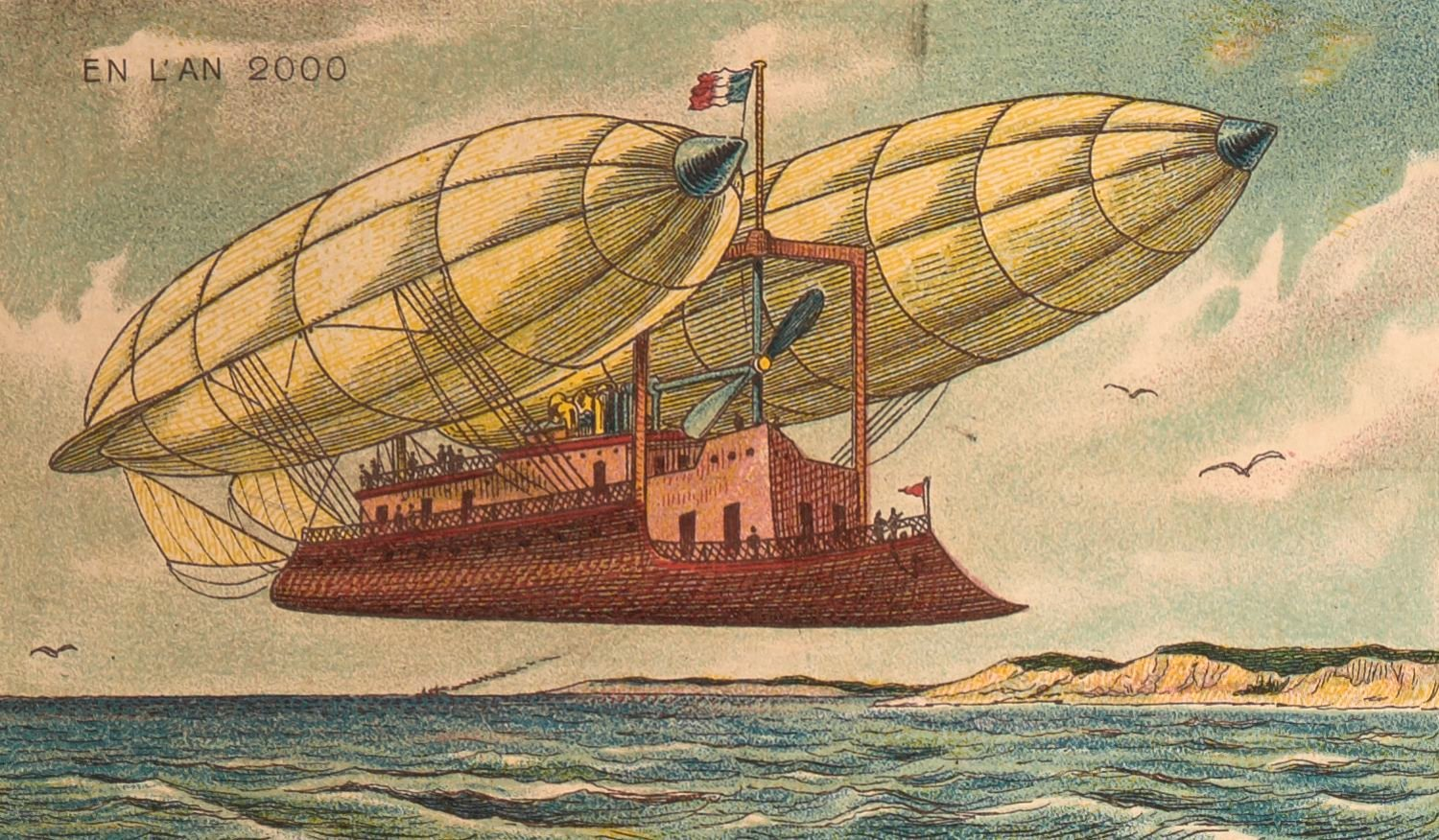
飛行船

1900年、チョコレート会社のTheodor Hildebrand & Sonは菓子のおまけとして100年後の世界を予想した12枚のイラストカードを製作した。動く歩道や生放送など後に実用化された技術もあるが、汽車を使った建物の引っ越しや悪天候の影響を受けない都市などは実現していない。(以下の解説はFuturistic postcards: Life in the year 2000, 1900 より。)

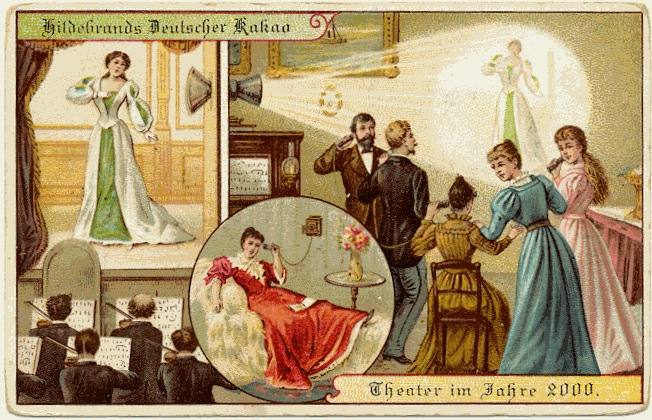
生放送の予想。演劇の映像と音声が生で発信されている。
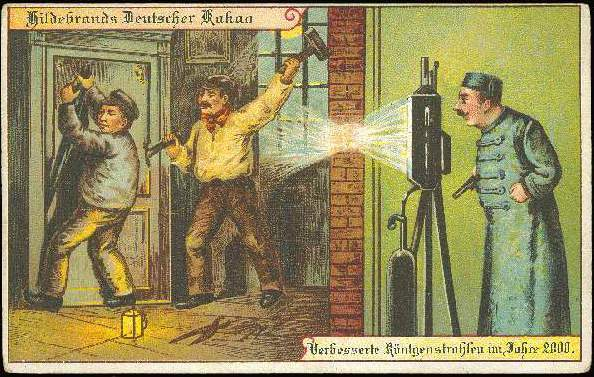
X線を使った装置で捜査をする警察。
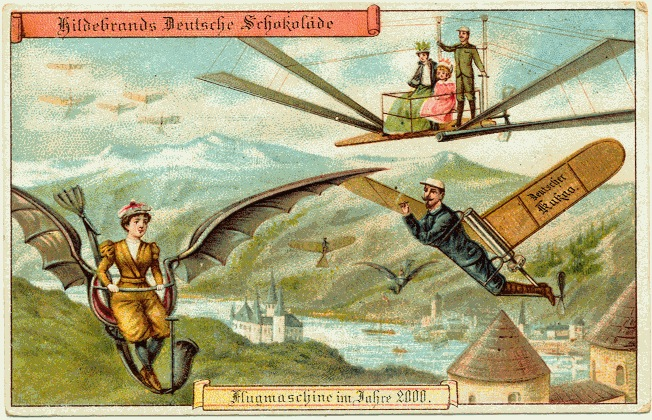
個人用の空飛ぶ機械。
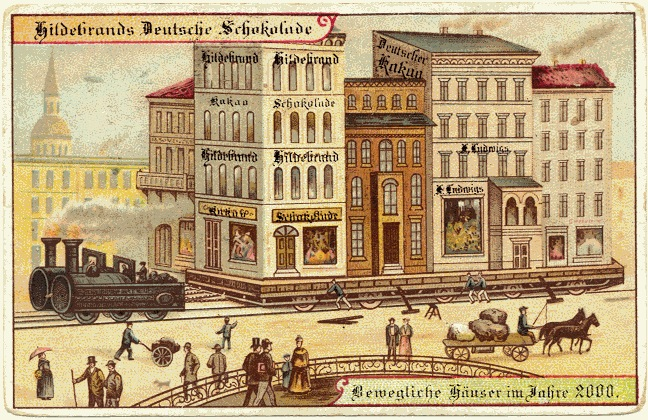
汽車を使った建物の移動。
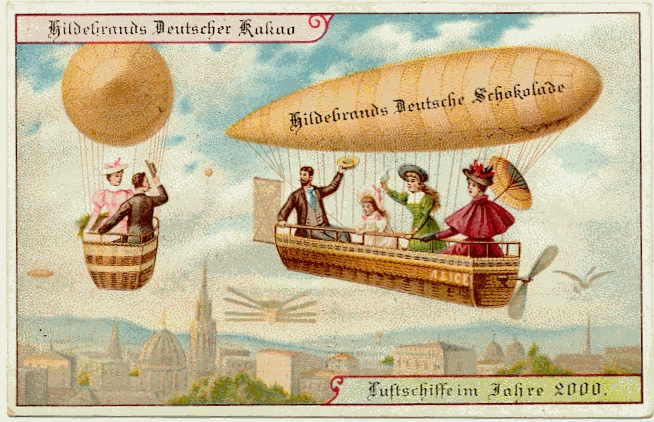
個人用の飛行船。
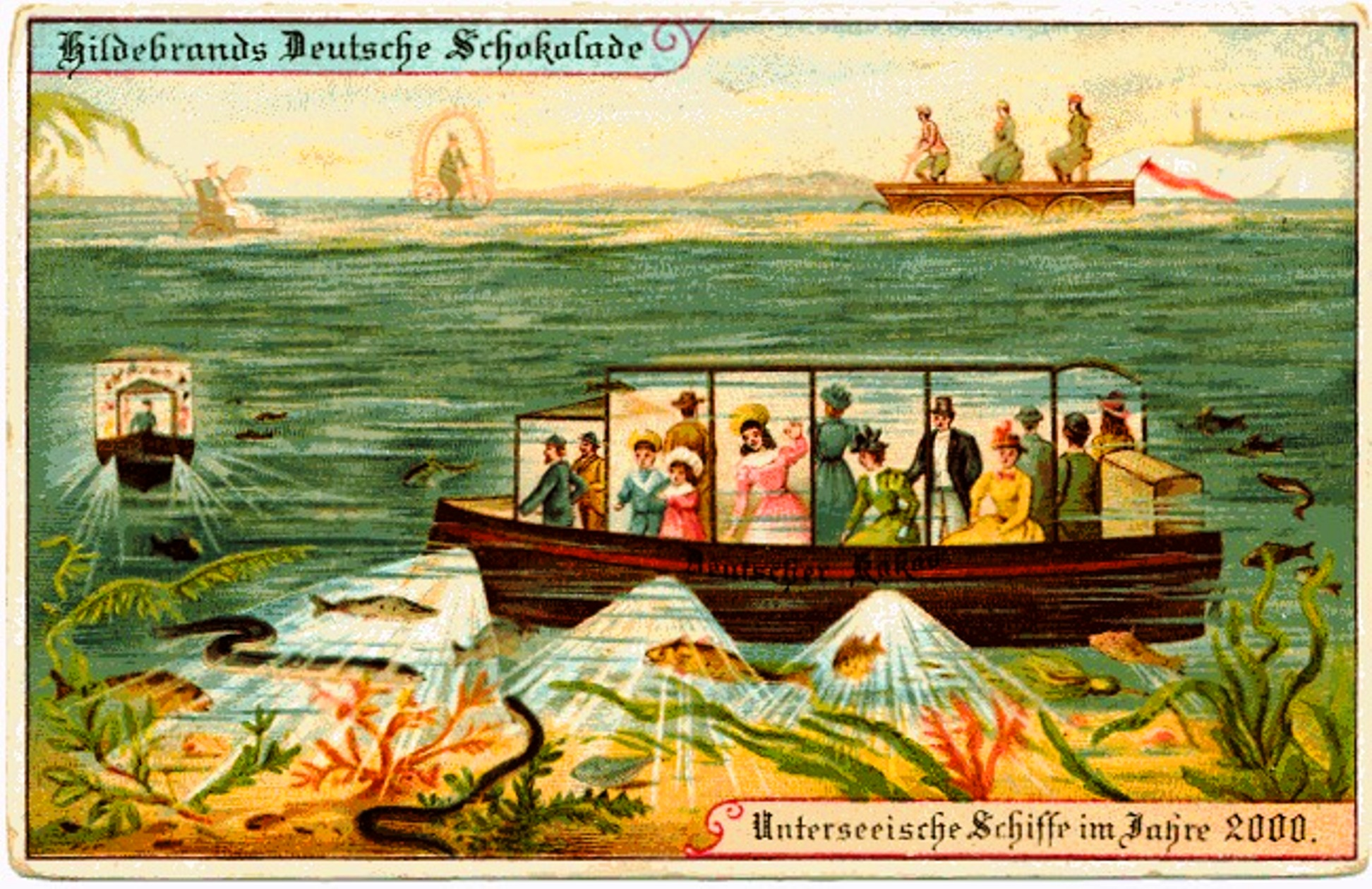
海底を観光する人々。
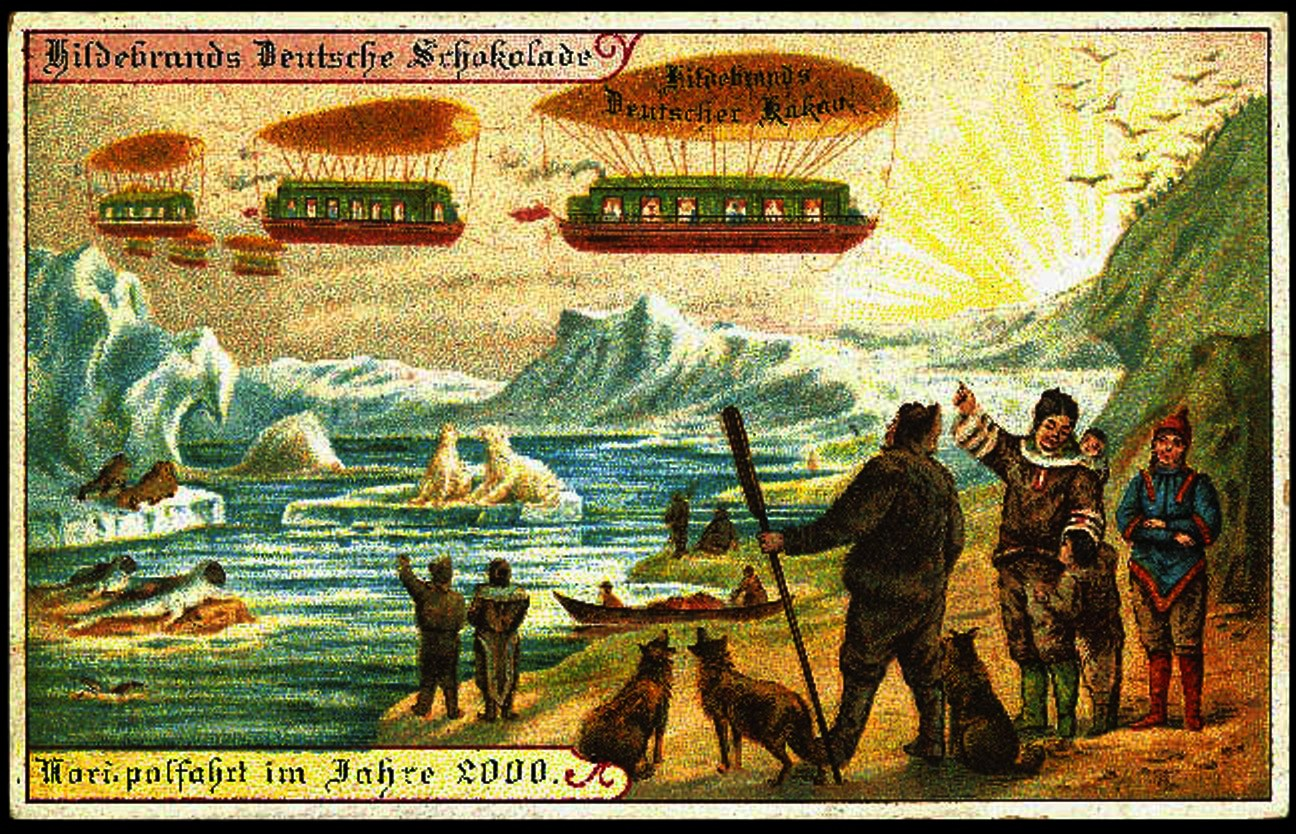
北極を観光する人々。
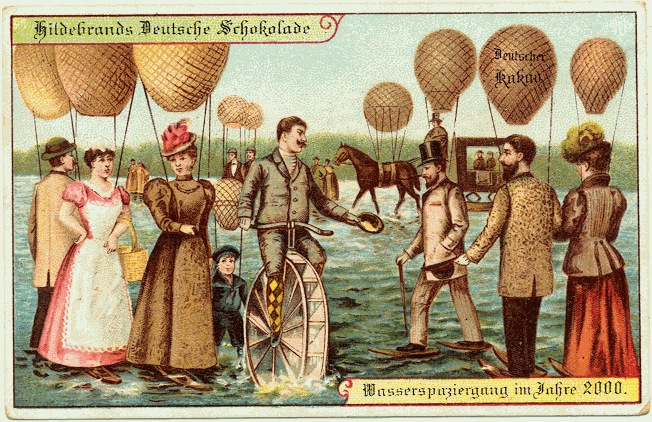
風船を使って湖を歩く人々。
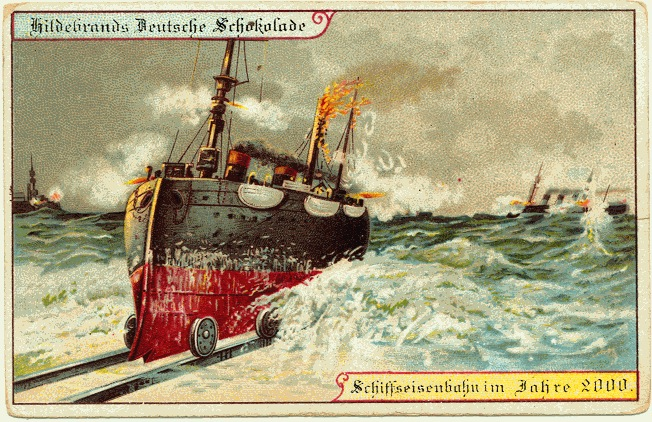
水陸両用の乗り物。
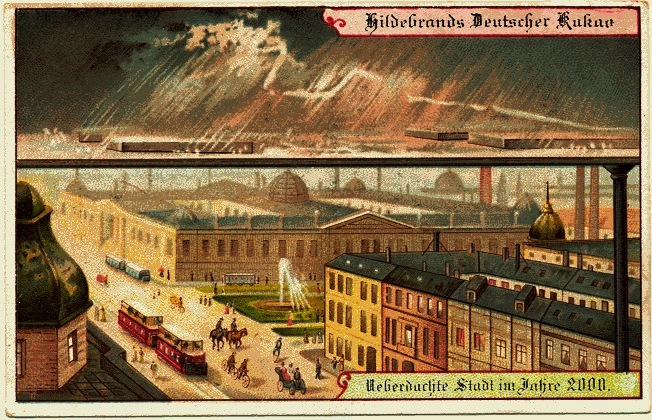
天候の影響を受けない都市。
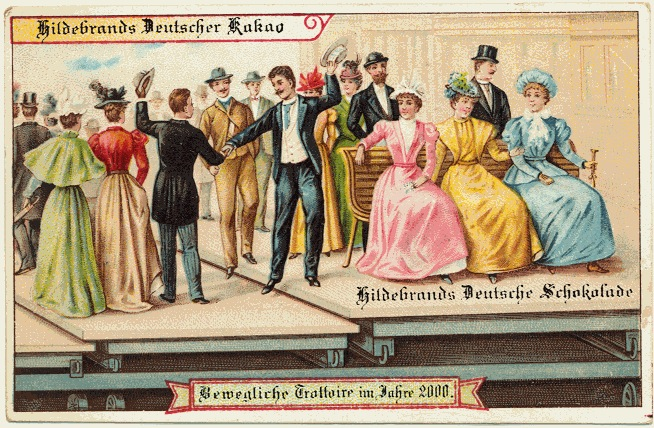
動く歩道。
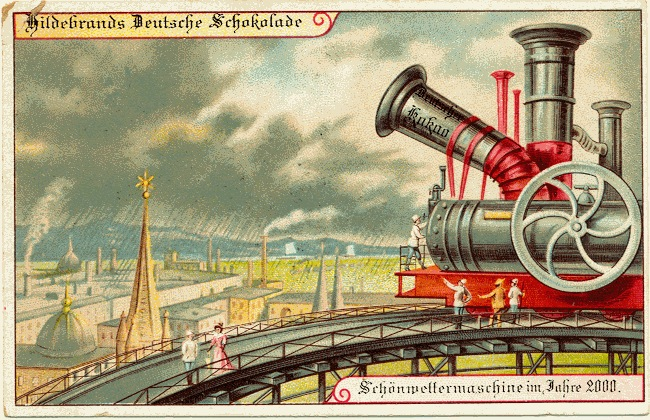
気象制御装置。

1901年1月の報知新聞に掲載された『二十世紀の豫言』では計23個の未来予測が行われた。電気の普及やそれに伴う様々な技術の発展を言い当てているが、人に害をなす生物の滅亡や世界的な鉄道網の構築などは実現していない。
1920年、雑誌日本及日本人の中で2020年の日本を予想した『百年後の日本』と言う題の特集が組まれ、有名作家から教師や軍人に至るまでの多種多様な人々が自身の考えを投稿した。飛行機の普及や華族の消失など的を射た予想もある一方で、火星旅行や世界政府の実現などは的中していない。
1930年ドイツの未来予想図『Vision of the Future』では、Zoomのような機能を持った携帯装置で遠隔の人とコミュニケーションを取る人々が描かれている。
1960年のソビエト連邦では2017年の世界を予想したスライドショー『В 2017 году』が作られた。気象制御ステーションの職員とその息子イーゴリを中心に2017年の様々な未来技術が描かれる。当時の敵対国であるアメリカの未来予想図などからも影響を受けており、作中に登場する原子力機関車などはその一例である。
1961年のたのしい四年生1月号に100年後の東京を予想した口絵『2061年の東京』が掲載された。
1969年の少年サンデーに掲載された『コンピュートピア』は、1989年のコンピューター社会について予想した記事である。特集の中の『コンピューター学校出現!!』は20年後の学校の教室を描いている。生徒たちは紙と鉛筆の代わりにデジタル端末を使用して授業を受けており、教室内を巡回する体罰ロボットが不正解を出した生徒に暴力を振るっている。

## ギャラリー

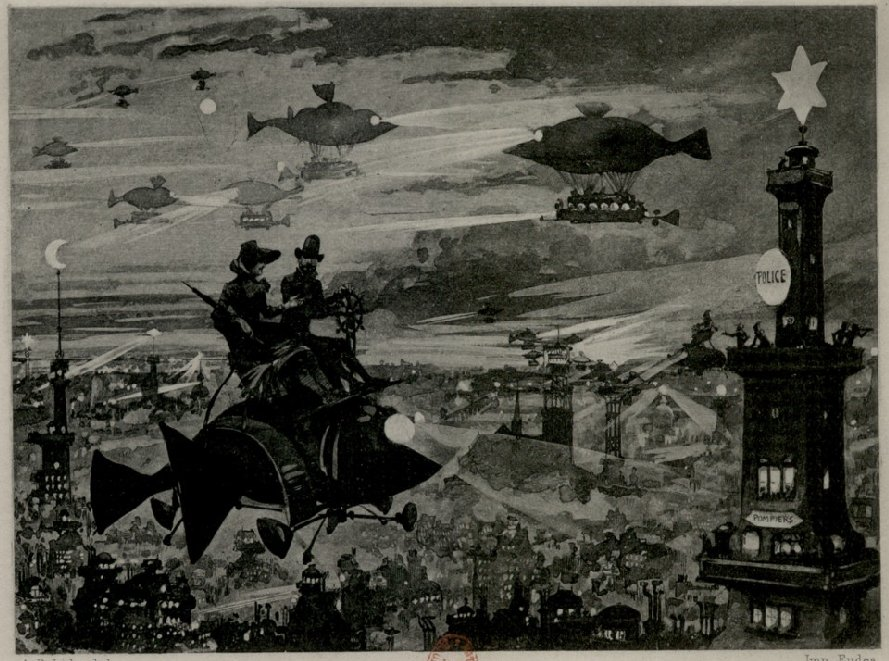
“アルベール・ロビダが描いた未来のパリ” (1883年)
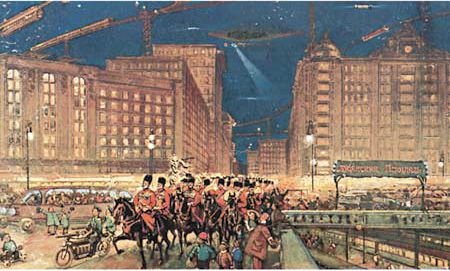
“2259年のモスクワ” (1914年)